# Памятник стратонавтам (Саранск)
Памятник героям-стратонавтам Павлу Федосеенко, Андрею Васенко и Илье Усыскину установлен в городе Саранск на площади перед железнодорожным вокзалом 30 января 1963 года.
В январе 1934 года Павел Федосеенко, Андрей Васенко и Илья Усыскин поднялись на стратостате «Осоавиахим-1» на высоту 22 км. Стратостат был разработан одним из участников полёта — А. Васенко. При спуске стратостата произошла авария, он рухнул неподалёку от деревни Потиж-Острог на юге Мордовии, и участники полёта погибли.

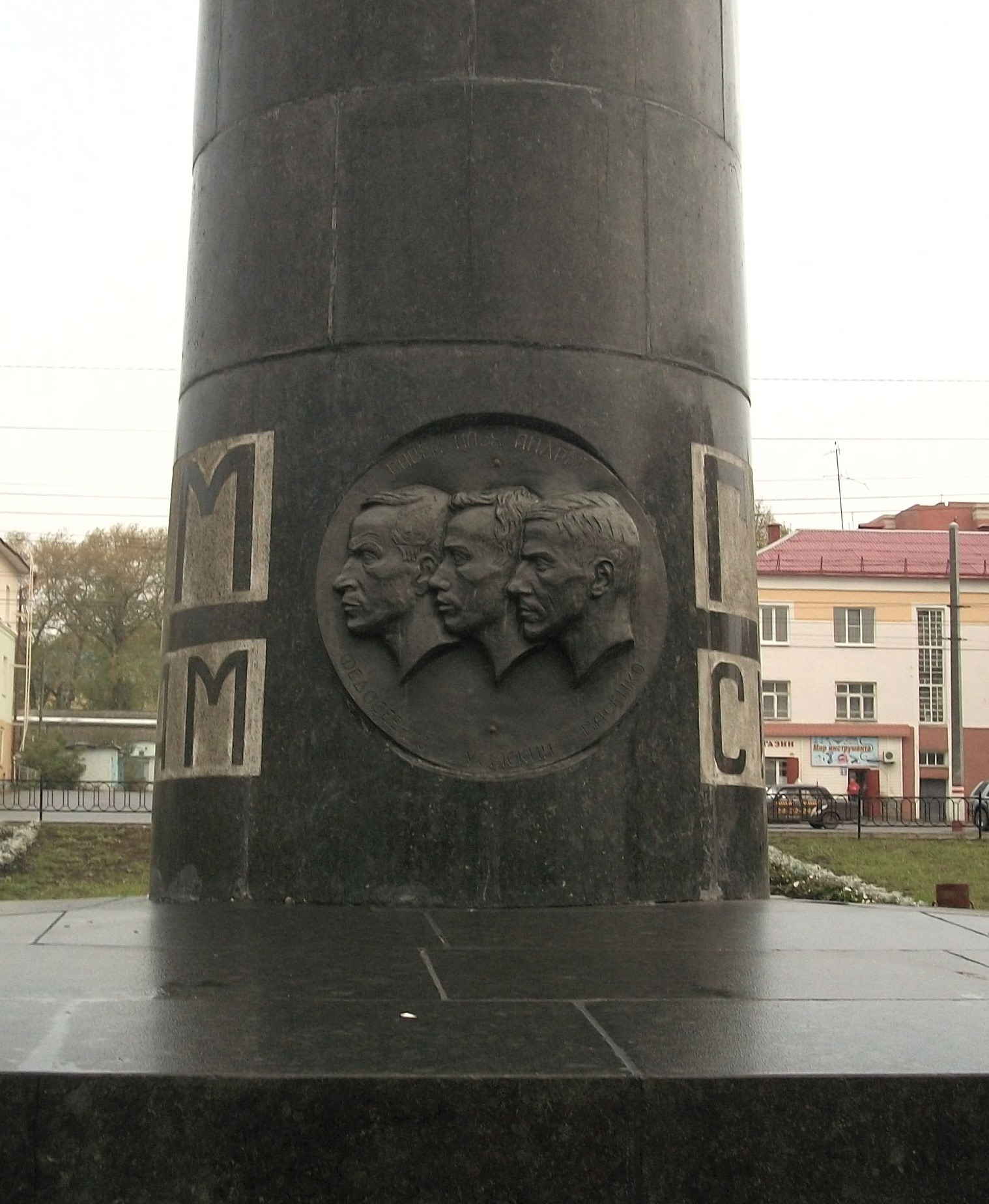
Портреты стратонавтов на постаменте памятника. Слева направо — П. Федосеенко, И. Усыскин, А. Васенко

Первоначально памятник планировалось установить на месте падения стратостата, затем было решено установить его в столице Мордовии — Саранске. Осуществлению первого проекта памятника помешала Великая Отечественная война, лишь в 1957 году был вновь объявлен всесоюзный конкурс проектов.
Памятник представляет собой фигуру молодого мужчины в авиационном шлеме, развевающейся куртке, свитере и авиаторских унтах, установленную на высокий цилиндрический постамент, облицованный тёмно-серым лабрадоритом. На пьедестале выбиты портреты-барельефы трёх стратонавтов и надпись: «Героям-стратонавтам». Авторы памятника: скульптор А. А. Письменный и архитектор А. Н. Душкин.
На открытие памятника приезжали родственники стратонавтов: посетили республиканский краеведческий музей, поделились воспоминаниями, передали музею личные вещи, фото и документы стратонавтов.